# Lutjeburen
Lutjeburen, vroeger ook Lutjeboeren genoemd, is de benaming voor vier aangrenzende wierden ten oosten van het gehucht Nansum aan de zeedijk in de gemeente Eemsdelta in de Nederlandse provincie Groningen. In de 19e eeuw vormde het een gehucht, maar tegenwoordig staat er nog slechts een boerderij op de wierden.
De wierden liggen op een kwelderrug en worden op basis van bodemvondsten (Romeins en recent aardewerk, kogelpotscherven en huttenleem) gedateerd op de Late IJzertijd en/of Romeinse tijd tot de middeleeuwen. De hoogte varieert tussen de 2 en 3 meter. De bebouwde wierde wordt aan noord- en zuidzijde omgeven door sloten.

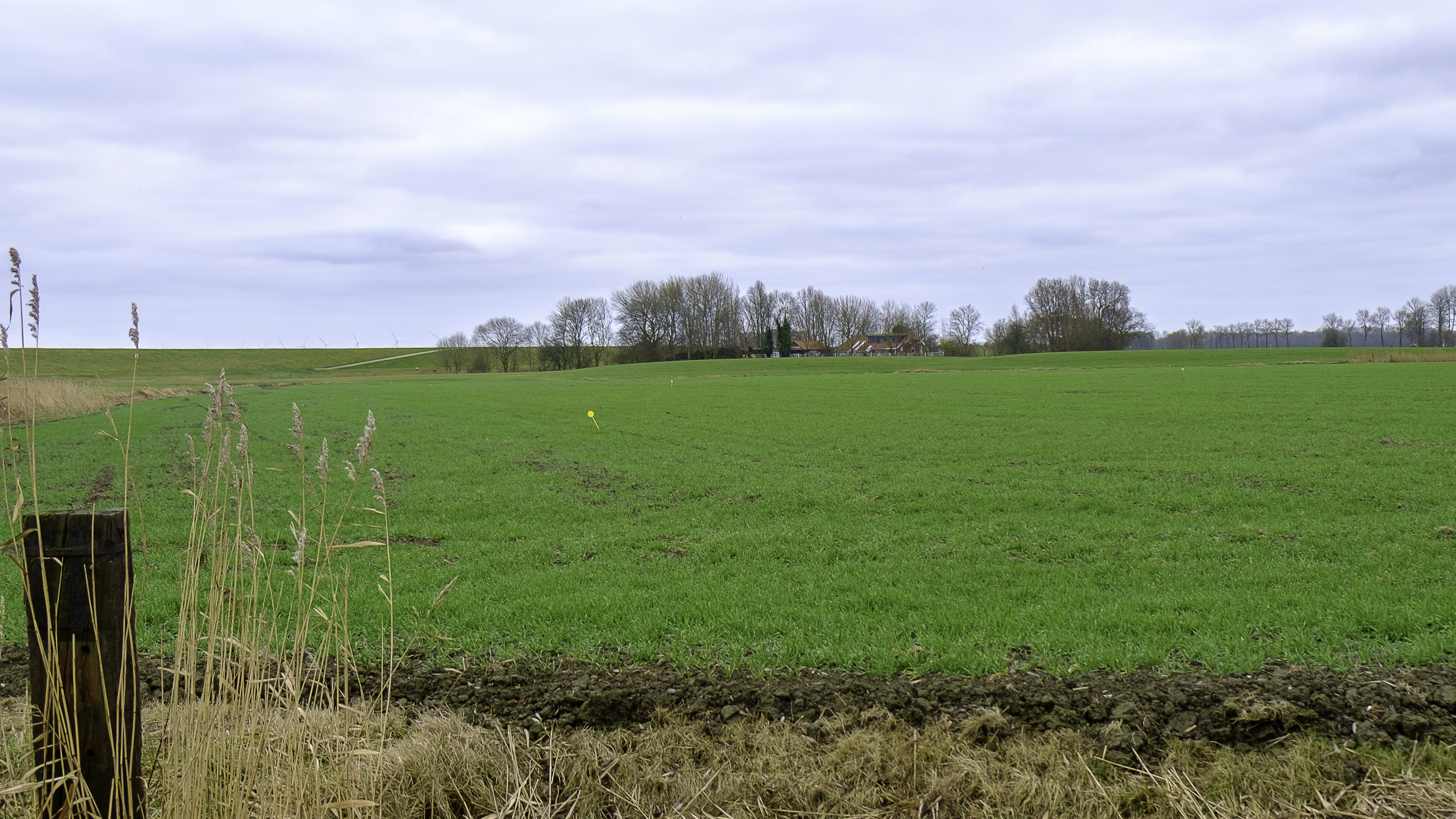
Lutjeburen vanaf Nansum gezien

Groningen: Steden en dorpen      Nederland: Provincies · Gemeenten